# Das Nachtlager in Granada

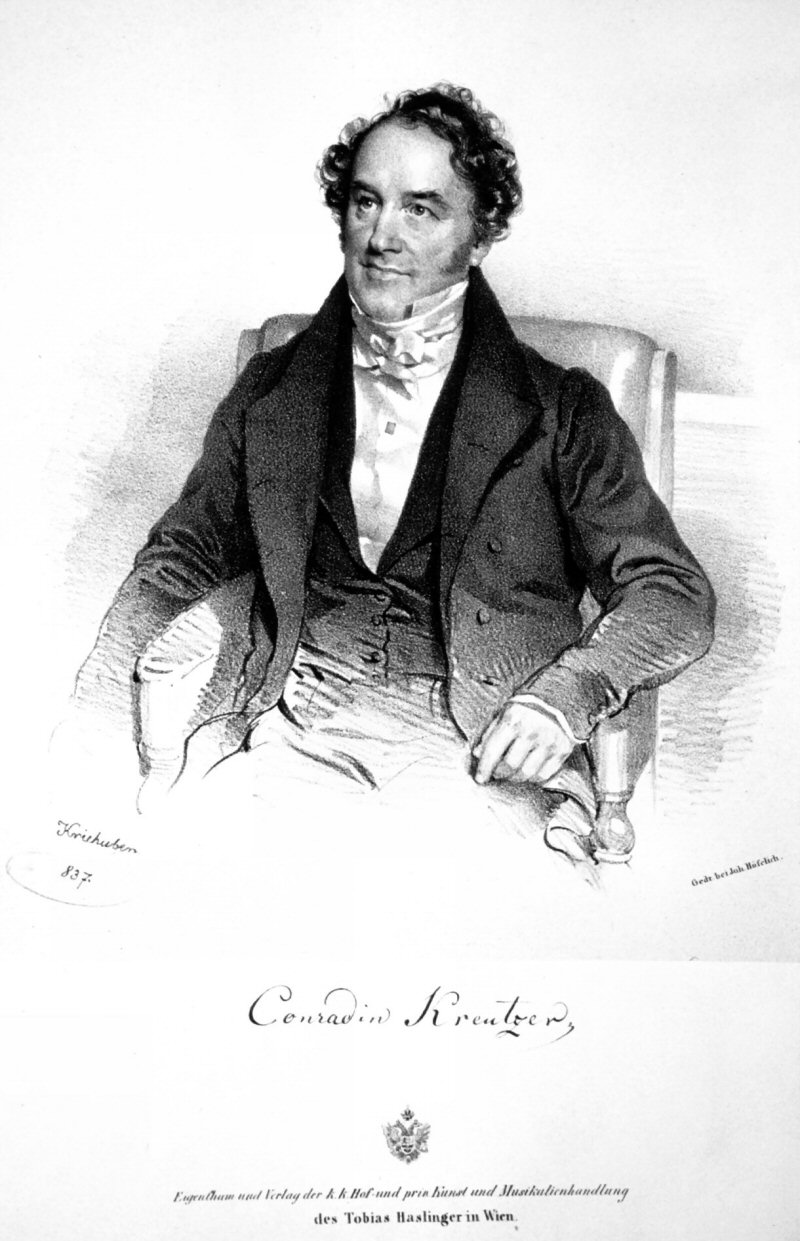
Conradin Kreutzer

Das Nachtlager in Granada (Nattlägret i Granada) är en tysk romantisk opera i två akter med musik av Conradin Kreutzer och libretto av Karl Johann Braun von Braunthal efter Johann Friedrich Kinds pjäs (1818).

## Historia
Operan hade premiär den 13 januari 1834 på Theater in der Josefstadt i Wien och blev Kreutzers mest populära opera. Den uppfördes ofta både i Österrike och Tyskland. Till nypremiären på Kärntnertortheater bytte Kreutzer ut den talade dialogen till recitativ. Svensk premiär den 29 februari 1860 på Kungliga Operan i Stockholm.

## Personer
- Gabriela (sopran)
- Gomez, en ung herde (tenor)
- En jägare (baryton)
- Ambrosio, herde, Gabrielas farbror (bas)
- Vasco, herde (tenor)
- Pedro, herde (bas)
- En alkald (baryton)
- Greve Otto (bas)
- Jägare, herdar, herdinnor (kör)